# دوغ ماكنتاير
دوغ ماكنتاير (بالإنجليزية: Doug McIntyre)‏ هو كاتب سيناريو ومقدم برامج إذاعية أمريكي، ولد في 11 نوفمبر 1957 في غلين كوف في الولايات المتحدة.

## وصلات خارجية
- دوغ ماكنتاير على موقع IMDb (الإنجليزية)
- دوغ ماكنتاير على موقع إن إن دي بي (الإنجليزية)
- دوغ ماكنتاير على موقع قاعدة بيانات الفيلم (الإنجليزية)